# Lordstown
Lordstown ist ein Village im Trumbull County, Ohio, Vereinigte Staaten. Das U.S. Census Bureau hat bei der Volkszählung 2020 eine Einwohnerzahl von 3332 ermittelt.

## Geschichte
Lordstown ist aus dem Lordstown Township hervorgegangen, das von dem Siedler Samuel P. Lord aus der Connecticut Western Reserve gekauft worden war. Samuel P. Lord übergab es später seinem Sohn. Das erste Blockhaus wurde hier 1829 von Henry Thorne errichtet, Isaac Bailey siedelte sich an einer Stelle des Townships an, die bis heute Bailey's Corner genannt wird. Die ersten Siedler kauften kleine Grundstücke und hatten bescheidene Hütten, doch mit der Zeit konnten es sich die Farmer leisten, Land dazuzukaufen. Dadurch wurden die Farmen größer, die Bevölkerung blieb jedoch gleich.
Lordstown ist die jüngste Gemeinde im Trumbull County. Sie wurde 1975 gegründet. Die Township-Verwaltung wurde danach aufgelöst. Die Gemeinde wuchs ständig, nachdem sich eine Autofabrik von General Motors und weitere metallverarbeitende Betriebe angesiedelt hatten. Im November 2018 kündigte General Motors an, die Fabrik Ende 2019 zu schließen. Letzter Produktionstag war der 6. März 2019.

### Tornado
Am 31. Mai 1985 zerstörte ein Tornado mehrere Gebäude in Lordstown. Der Orkan hatte die Stärke F5 auf der Fujita-Skala, das bedeutet eine Geschwindigkeit von 400 bis 500 km/h. Er kam aus dem Westen, aus Newton Falls nach Lordstown und zog dann nach Niles und Hubbard weiter, fegte über den Süden von Masury und verursachte die größten Zerstörungen im benachbarten Wheatland, Pennsylvania, wo zahlreiche Fabriken zerstört wurden. Nachdem der Tornado in Newton Falls zwei Kirchen zerstört hatte, kam er an den Nordrand von Lordstown, wo in der West Leavitt Road eine Frau ums Leben kam. Zehn Häuser wurden im Gebiet der Layer, Palmyra, Tait und Highland Road zerstört.